# 디디에 조코라
데기 알랭 디디에 조코라(프랑스어: Déguy Alain Didier Zokora, 1980년 12월 14일 ~ )는 코트디부아르의 전 축구 선수로 선수 시절 포지션은 수비형 미드필더였으며 역대 코트디부아르 대표팀 국제 A매치 최다 출전 기록 보유자이다.

## 선수 경력

### 클럽
코트디부아르의 많은 유명 선수들을 양성한 JMG 아카데미와 ASEC 미모자 유소년팀에서 활동했고 1999년부터 2000년까지 미모자 성인팀에서 활동하며 1999년 CAF 슈퍼컵 우승에 관여한 뒤 2000년 벨기에 1부 리그의 KRC 헹크에 입단하여 2004년까지 리그 122경기 1골의 기록을 남기며 2001-02 시즌 리그 우승에 큰 기여를 했다.
그리고 2003-04 시즌을 마치고 프랑스 1부 리그의 AS 생테티엔으로 이적하여 66경기에 출전한 뒤 2006년 한화 약 120억원에 잉글랜드 프리미어리그의 토트넘 핫스퍼 FC로 이적하여 2007-08 EFL컵에서 토트넘의 9년만에 메이저 대회 우승에 공헌했고 2008-09 EFL컵에서도 팀의 2회 연속 결승 진출 및 준우승에 이바지했으며 2009년 한화 404억원에 스페인 프리메라리가의 세비야 FC로 이적하여 2011년까지 세비야의 주축으로 활약하며 라리가 2009-10 시즌 4위, 2009-10 코파 델 레이 우승, 2010-11년 UEFA 챔피언스리그 플레이오프 진출 등에 기여했다.
이후 2011년부터 2015년까지 터키 쉬페르리그의 트라브존스포르와 악히사르 벨레디예스포르에서 리그 97경기에 출전했고 2015년부터 2017년까지 인도 슈퍼리그의 FC 푸네 시티, 노스이스트 유나이티드 FC, 인도네시아 1부 리그의 스멘 파당 FC에서 리그 38경기에 출전한 뒤 18년간의 프로 선수 생활을 마감했다.

### 국가대표팀
2000년 코트디부아르 A대표팀에 첫 발탁된 이후 국제 A매치 통산 123경기에서 1골을 기록했는데 이 득점은 2008년 6월 22일 최약체인 보츠와나와의 2010년 FIFA 월드컵 아프리카 지역 2차 예선 7조 4차전에서 나온 유일무이한 A대표팀에서의 득점이었다.
그리고 14년간 코트디부아르의 핵심 수비형 미드필더로 3연속 FIFA 월드컵 본선(2006년, 2010년, 2014년)에 참가하여 팀의 세 대회 연속 월드컵 본선 승리에는 기여했지만 단 1차례도 16강에 오르지 못했고 반면 아프리카 네이션스컵 본선 국가대표에는 6번 차출되어 이 가운데 2006년과 2012년 대회에서 팀을 준우승으로 이끌었다.

## 이력
코트디부아르
- 2002년 아프리카 네이션스컵 국가대표
- 2006년 아프리카 네이션스컵 국가대표
- 2006년 FIFA 월드컵 국가대표
- 2008년 아프리카 네이션스컵 국가대표
- 2010년 아프리카 네이션스컵 국가대표
- 2010년 FIFA 월드컵 국가대표
- 2012년 아프리카 네이션스컵 국가대표
- 2013년 아프리카 네이션스컵 국가대표
- 2014년 FIFA 월드컵 국가대표

## 수상

### 클럽
ASEC 미모자
- CAF 슈퍼컵 : 우승 (1999)

 KRC 헹크
- 벨기에 퍼스트 디비전 A : 우승 (2001-02)

 토트넘 핫스퍼
- EFL컵 : 우승 (2007-08), 준우승 (2008-09)

 세비야 FC
- 라리가 : 4위 (2009-10)
- 코파 델 레이 : 우승 (2009-10)

### 국가대표팀
코트디부아르
- 2006년 아프리카 네이션스컵 준우승
- 2008년 아프리카 네이션스컵 4위
- 2012년 아프리카 네이션스컵 준우승

## 같이 보기
- A매치 100경기 이상 출전한 축구 선수 명단